# El lobo estepario
El lobo estepario (Der Steppenwolf, en alemán) es una novela del escritor suizo-alemán Hermann Hesse publicada en 1927. Décima novela de Hesse, es uno de los títulos más célebres del escritor, que combina el estilo autobiográfico con algunos elementos de fantasía, especialmente hacia el final de la obra.
El libro es en gran parte un reflejo de la profunda crisis espiritual que sufrió Hesse en la década de 1920, mientras retrata la división del protagonista entre su humanidad y su lobuna apariencia huraña, su agresividad y su desarraigo. La novela se convirtió en un éxito internacional, a pesar de que Hesse afirmó posteriormente que el libro fue mal interpretado en gran medida.

## Historia
A principios de 1924, Hesse se casó en segundas nupcias con la cantante Ruth Wenger. Sin embargo, después de varias semanas el escritor dejó la ciudad de Basilea para regresar a fines de año alquilando un apartamento separado. Tras un corto viaje a Alemania juntos, Hesse decidió dejar definitivamente de ver a su esposa, en medio de un creciente pesar producido por el aislamiento y la incapacidad psicológica de relacionarse con el mundo exterior, lo cual lo llevó a tener episodios de gran desesperación en los que tenía pensamientos cercanos al suicidio.
Hesse comenzó a trabajar en la novela en Basilea y continuó en Zúrich, publicando en 1926 un precursor de ésta: un libro de poemas titulado La Crisis. La versión definitiva de la novela no fue publicada hasta 1928.

## Estructura
El libro se desarrolla a través de unos manuscritos creados por el propio protagonista, Harry Haller, los cuales son presentados al lector por un conocido de Harry en la introducción de la obra. Dentro de los manuscritos se narran los problemas, la vida del protagonista y su difícil relación con el mundo y consigo mismo. 
La novela está compuesta por cuatro apartados:
- Una introducción a cargo del sobrino de la mujer que le alquila su habitación a Harry Haller, que presenta las anotaciones del protagonista bajo el tema de "El manuscrito encontrado".
- La primera parte de estas notas, titulada "Anotaciones de Harry Haller", Sólo para locos
- Un "Tratado del lobo estepario", Sólo para locos, en que se analiza la compleja psicología del protagonista desde un punto de vista externo.
- La segunda y última parte de las "Anotaciones de Harry Haller", Sólo para locos

A medida que la novela avanza, la distinción entre realidad  y ensoñación desaparece, sobre todo en el llamado "Teatro Mágico".

### El teatro Mágico
Hermine presenta a Harry a un saxofonista misterioso llamado Pablo, que parece ser  exactamente lo contrario de lo que Harry considera un hombre serio y pensativo. Después de asistir a un fastuoso baile de máscaras, Pablo lleva a Harry a su metafórico "teatro mágico", donde las preocupaciones y nociones que plagaron su alma se desintegran mientras participa en lo etéreo y fantasmagórico, al tiempo que experimenta las fantasías que existen en su mente. El teatro mágico es un pasillo largo en forma de herradura, con un espejo en un extremo y muchas puertas grandes por el otro. Harry entra en cinco de estas puertas, que representan cada una un capítulo distinto de su vida.

## Esquema
Harry se siente profundamente infeliz e incluso considera terminar con su vida. Un día, encuentra un extraño panfleto llamado "Tratado sobre el lobo estepario", que describe su lucha interior y le hace darse cuenta de que no es el único que se siente así.
Una noche, conoce a Hermine, una mujer vivaz y despreocupada que lo introduce a un nuevo mundo de diversión: baile, jazz y amor. También le presenta a Pablo, un músico misterioso que lo invita al Teatro Mágico, un lugar surrealista donde Harry explora diferentes facetas de sí mismo.
Dentro del Teatro Mágico, Harry pasa por una serie de experiencias extrañas y metafísicas. Se enfrenta a sus demonios internos, sus ilusiones sobre la vida y sus conflictos con la sociedad. Al final, aprende a aceptarse a sí mismo, tanto al intelectual serio como al instintivo salvaje. Se da cuenta de que la vida no está destinada a tomarse tan en serio y aprende a aceptarla con humor e ironía.
Ideas principales de la novela:
- Luchas internas: la lucha entre la lógica y el instinto.

- Sentirse como un extraño: Harry no encaja en la sociedad.

- Encontrar el sentido de la vida: a través de nuevas experiencias y el autodescubrimiento.

- El poder del arte y la música: el jazz y la danza ayudan a liberar la mente.

El libro es un viaje profundo y a veces alucinante, que mezcla realidad y fantasía, y hace que el lector reflexione sobre la identidad, la felicidad y lo que realmente significa vivir.

## Personajes principales
- Harry Haller, el protagonista, un hombre de mediana edad.[3]
- Pablo, un saxofonista
- Hermine (Armanda en algunas traducciones al español), una joven con la que Haller se reúne en el baile[4]

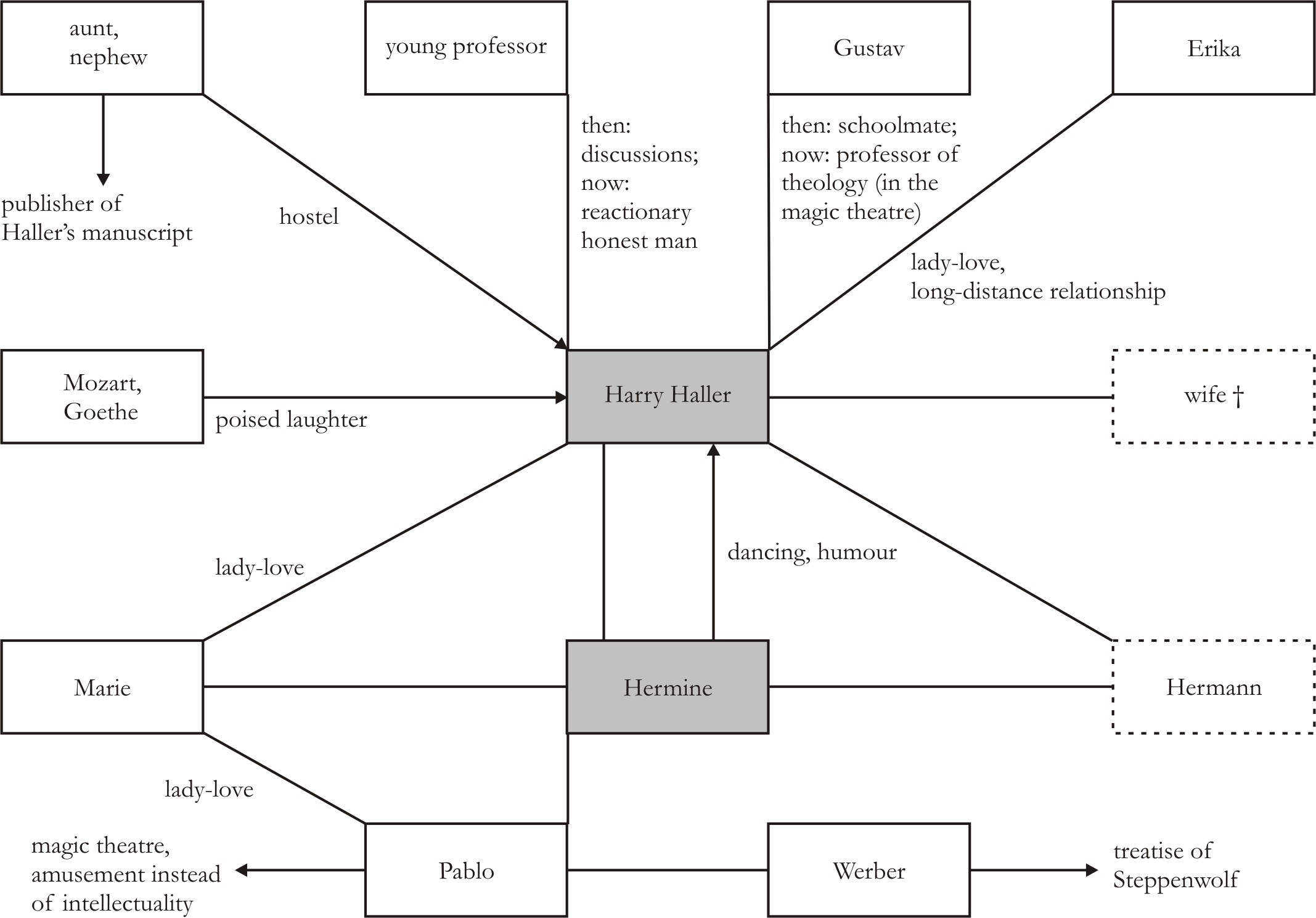
Diagrama de relaciones de los personajes.

- Maria, amiga de Hermine